# Río Sousa

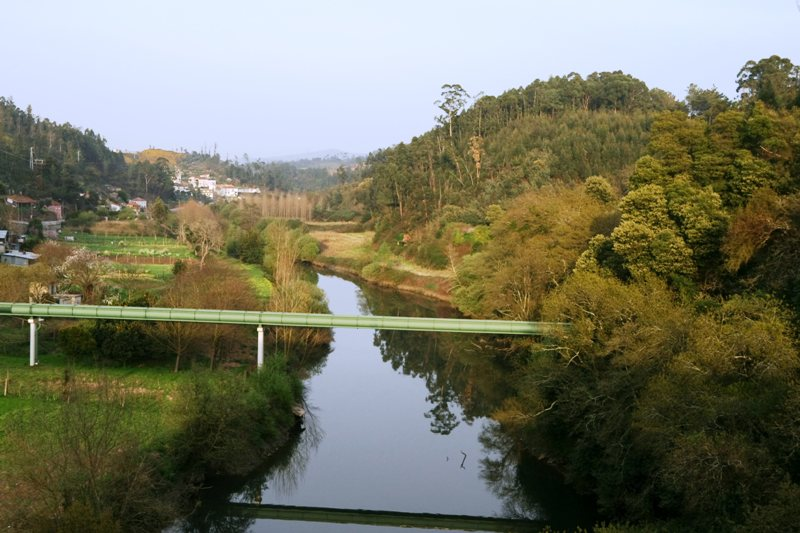

El Sousa es un río de Portugal que discurre por el norte del país. Nace en la freguesia de Friande y desemboca en la margen derecha del río Duero en la de Foz de Sousa. Sus principales afluentes son el Ferreira y el Cavalum.
Recorre un total de 51 km. Su cuenca, de 559 km², alberga una serie de monumentos, varios de los cuales conforman la Ruta del Románico del valle del Sousa.